# 新格拉德
新格拉德（直译：新城）是波斯尼亚和黑塞哥维那实体之一波黑联邦薩拉熱窩州塞拉耶佛市的四个市镇之一，为萨拉热窝市最西边的市镇。市镇面积为47.2平方公里，2013年人口数量为118,553人。

## 历史
在1970年代，萨拉热窝在经济和文化上快速发展，人口和工业大幅扩张。新格拉德就是这个高速发展时期的直接结果，之前未开发的土地建设为具有高楼公寓的社会主义都市中心。当新格拉德正式组建为市镇的时候，共有六万左右居民及18个社区。

## 人口
2013年人口普查时新格拉德市镇有118,553名居民：
- 波族 - 99,773 (84.15%)
- 克族 - 4,947 (4.17%)
- 塞族 - 4,367 (3.68%)
- 其他 - 9,439 (7.96%)